# Radosław Gil (dziennikarz)
Radosław Gil (ur. 26 września 1971 w Zamościu) – polski dziennikarz, redaktor naczelny  Polskiej Agencji Prasowej (2017–2021), członek Kapituły Nagrody Mediów Publicznych (od 2019).

## Życiorys
W latach 1990 był dziennikarzem „Super Expresu” i „Życia”. Od 2000 do 2003 pracował w PAP jako dziennikarz działu politycznego, a następnie jego kierownik. W latach 2003–2004 był dziennikarzem działu politycznego „Rzeczpospolitej”, a następnie wydawcą i producentem TV Puls i wydawcą „Panoramy”.
W latach 2006–2009 i od 23 maja 2016 do 31 marca 2017 był redaktorem naczelnym PAP Media. Od 1 kwietnia 2017 do czerwca 2021 był redaktorem naczelnym PAP, następnie został I Zastępcą Redaktora Naczelnego PAP.
W lipcu 2019 uczestniczył we wznowieniu Nagrody Mediów Publicznych i został potem członkiem kapituły tej nagrody w kategorii Słowo, powołanej przez PAP.
Od 2016 jest członkiem Rady Fundacji Polskiej Agencji Prasowej tworzącej m.in. portal „Nauka w Polsce”.